# Le Journal des jeux vidéo
Le Journal des jeux vidéo est une émission diffusée sur Canal+ de 2006 à 2017. Elle est présentée par Fred Moulin depuis septembre 2006. Elle a pour vocation de « faire le tour de l'actualité des jeux vidéo en 26 minutes ».
En Belgique et au Luxembourg, l'émission a été diffusée sur BeTV (anciennement Canal+ Belgique). Puis en 2011, la chaîne belge à péage a cessé de diffuser l'émission.
L'émission s'arrête à l'issue de la saison 2016/2017.

## Historique

Le Journal des jeux vidéo 2006-2009.

La première diffusion de l'émission date du samedi 9 septembre 2006, sous le titre Le Journal des sorties de jeux vidéo, titre abandonné dès la deuxième émission au profit du Journal des jeux vidéo.

## Horaires de diffusion
L'émission est diffusée en crypté le dimanche à 00 h 05 mais visionnable en clair sur Canalplus.fr et l'application MyCanal